# Stenobothrus festivus
Stenobothrus festivus es una especie de saltamontes de la subfamilia Gomphocerinae, familia Acrididae. Esta especie se distribuye en Europa, específicamente en Portugal, España y Francia.